# Championnat d'Italie de football 1899
Le Championnat d'Italie de football 1899 est la 2e édition de la compétition qui fut remportée par le Genoa CFC.

## Éliminatoires
|  | Genoa Cricket and Football Club | 2-0 par forfait | Sampierdarenese |  |  |
|  |                                 |                 |                 |  |  |

| 2 avril 1899 | Reale Società Ginnastica Torino | 2-0 a.p | FC Torinese | Campo Piazza d'Armi, Turin |
|              | Calum Red                       |         |             |                            |

| 9 avril 1899 | Internazionale Torino      | 2-0 | Reale Società Ginnastica Torino | Campo Piazza d'Armi, Turin |
|              | Edoardo Bosio Albert Weber |     |                                 |                            |

## Finale
| 16 avril 1899 | Genoa CFC                                     | 3-1 | Internazionale Torino | Ponte Carrega, Turin |  |
|               | James Spensley Henri Dapples Robert Al Leaver |     | Albert Weber          |                      |  |

## Effectif du Genoa
- Fausto Ghigliotti
- Ernesto De Galleani
- Ernesto Pasteur II
- James Spensley
- Edoardo Pasteur I
- Passadoro
- Arkless
- Deteindre
- Walter Agar
- Henri Dapples
- Robert Al Leaver